# SummerSlam (2025)
SummerSlam (2025), também promovido como SummerSlam: New Jersey, foi um evento de luta livre profissional produzido pela WWE. Foi o 38º SummerSlam anual e  aconteceu como um evento de duas noites nos dias 2 e 3 de agosto de 2025, no MetLife Stadium em East Rutherford, Nova Jérsei. O evento foi transmitido via pay-per-view (PPV) e transmissão ao vivo, sendo a primeira vez que o SummerSlam foi transmitido na Netflix, e contou com lutadores das marcas Raw e SmackDown. Cardi B foi a anfitriã do evento.
Este foi o primeiro SummerSlam a acontecer em duas noites, algo que antes era exclusivo da WrestleMania desde 2020. A edição de 2025 também foi a terceira vez que um evento da WWE foi realizado no MetLife Stadium, que já havia recebido a WrestleMania 29 (2013) e a WrestleMania 35 (2019). Além disso, este SummerSlam marcou a quarta vez que East Rutherford, Nova Jérsei, recebeu o evento, sendo as edições anteriores em 1989, 1997 e 2007. O evento também marcou a última aparição de John Cena no SummerSlam como lutador, devido à sua aposentadoria da luta livre profissional no final de 2025.
O card contou com um total de 13 lutas. No evento principal da Noite 1, CM Punk derrotou Gunther para conquistar o Campeonato Mundial dos Pesos Pesados do Raw, após o que Seth Rollins fez o cash-in de seu contrato do Money in the Bank e derrotou Punk para conquistar o título. Em outros combates de destaque, Tiffany Stratton derrotou Jade Cargill para reter o Campeonato Feminino da WWE do SmackDown e, no combate de abertura, Roman Reigns e Jey Uso derrotaram Bron Breakker e Bronson Reed. Na Noite 1, Sami Zayn também derrotou Karrion Kross, naquela que acabaria sendo a última aparição de Kross na empresa, já que seu contrato expirou em 10 de agosto de 2025 e não foi renovado.
No evento principal da Noite 2, Cody Rhodes derrotou John Cena em uma Street Fight para conquistar o Campeonato Indiscutível da WWE do SmackDown. Em outros combates importantes, Dominik Mysterio derrotou AJ Styles para reter o Campeonato Intercontinental da WWE do Raw, The Wyatt Sicks (Dexter Lumis e Joe Gacy) derrotaram Andrade e Rey Fénix, #DIY (Johnny Gargano e Tommaso Ciampa), Fraxiom (Axiom e Nathan Frazer), Motor City Machine Guns (Alex Shelley e Chris Sabin) e The Street Profits (Angelo Dawkins e Montez Ford) em uma luta Six-Pack Tables, Ladders, and Chairs para reter o Campeonato de Duplas da WWE do SmackDown, e na luta de abertura, Naomi derrotou Rhea Ripley e Iyo Sky em uma luta triple threat para reter o Campeonato Mundial Feminino do Raw. A segunda noite do evento foi marcada pelo retorno surpresa de Brock Lesnar, que estava em hiato da WWE desde o SummerSlam de 2023.
SummerSlam 2025 recebeu críticas majoritariamente positivas, com as lutas principais de ambas as noites sendo amplamente aclamadas. Já a luta de duplas que abriu o evento, a luta TLC, a disputa pelo Campeonato Mundial Feminino, a luta pelo Campeonato Intercontinental Feminino e a performance de Jelly Roll durante sua luta foram amplamente elogiadas. As críticas se concentraram principalmente no retorno de Lesnar, devido ao seu envolvimento no escândalo de tráfico sexual envolvendo Vince McMahon.

## Produção

### Introdução

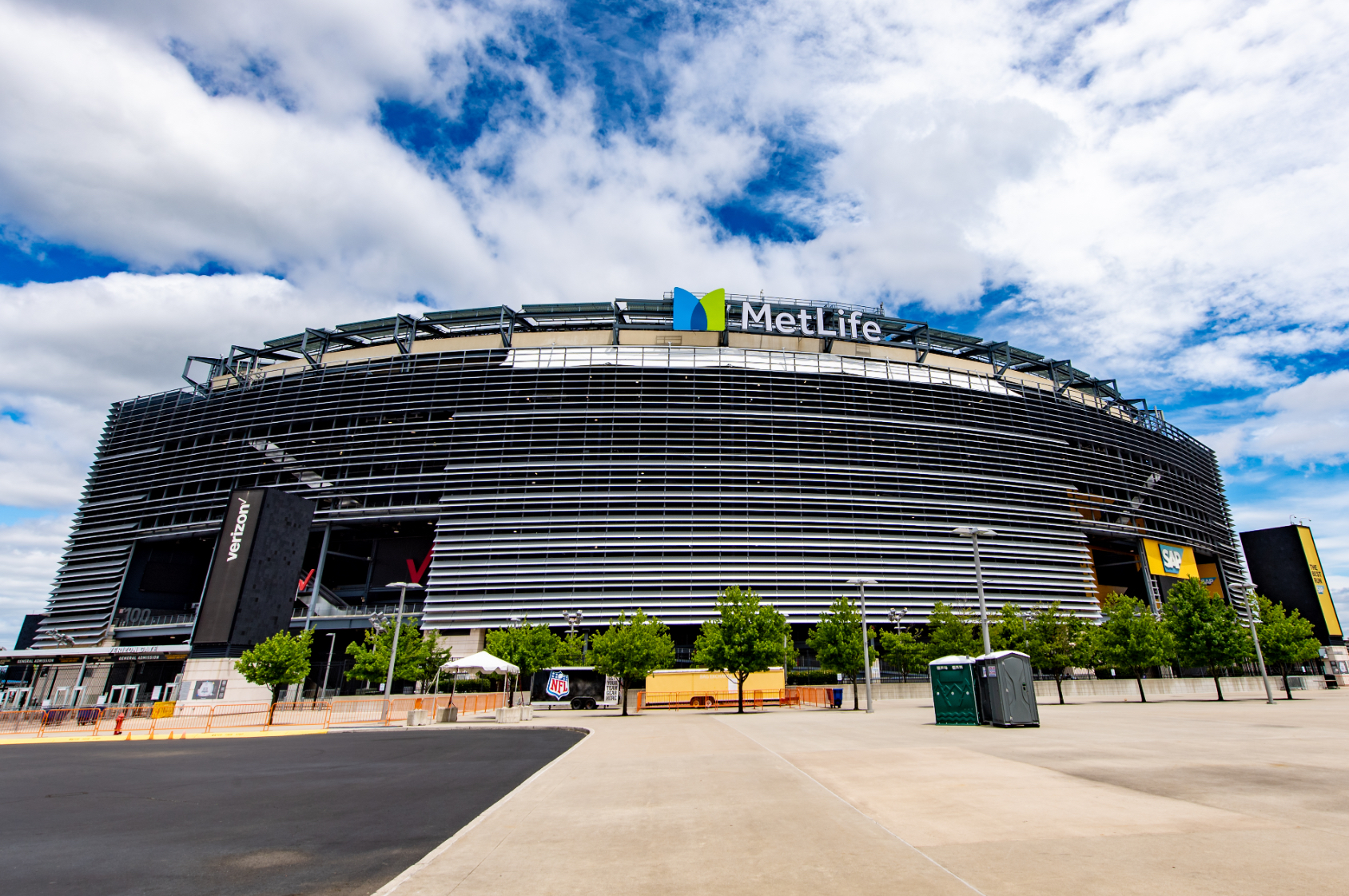
O evento foi realizado no MetLife Stadium em East Rutherford, Nova Jérsei.

SummerSlam é um evento anual de wrestling profissional tradicionalmente realizado em agosto pela WWE desde 1988. Apelidado de "A Maior Festa do Verão", é um dos cinco maiores eventos do ano da promoção, junto com WrestleMania, Royal Rumble, Survivor Series e Money in the Bank , conhecidos como os "Cinco Grandes". Dos cinco, é considerado o segundo maior evento do ano da WWE, atrás da WrestleMania.
Em 26 de setembro de 2024, a WWE, em conjunto com a New Jersey Sports and Exposition Authority, anunciou o 38º SummerSlam, que foi programado para ocorrer em duas noites, nos dias 2 e 3 de agosto de 2025, no MetLife Stadium em East Rutherford, Nova Jérsei. O MetLife Stadium já havia sediado os eventos WrestleMania 29 e WrestleMania 35, em 2013 e 2019, respectivamente, e este foi o quarto SummerSlam realizado em East Rutherford, após as edições de 1989, 1997 e 2007. Este SummerSlam também foi o primeiro a acontecer em duas noites, embora a WWE tenha informado que o evento se expandirá para duas noites a partir da edição de 2026 em Minneapolis. Anteriormente, apenas a WrestleMania foi realizada como um evento de duas noites desde 2020, (inicialmente por precaução devido à pandemia de COVID-19, antes de se tornar permanente em 2021). O evento contou com lutadores das divisões Raw e SmackDown e foi transmitido via pay-per-view tradicional e transmissão ao vivo no Peacock nos Estados Unidos, além de ser o primeiro SummerSlam a ser transmitido ao vivo na Netflix em vários mercados internacionais, após a fusão da WWE Network com o serviço em janeiro. Em 18 de abril de 2025, foi revelado que Cardi B seria a apresentadora do evento.
Para ajudar a garantir a realização do evento, a NJSEA (Autoridade de Esportes e Exposições de Nova Jérsei) comprometeu US$ 7,125 milhões provenientes da parcela de fundos federais do estado sob o Plano Americano de Resgate Econômico de 2021 (ARP), especificamente de um fundo destinado a fornecer auxílio a indústrias afetadas pela pandemia de COVID-19, incluindo os setores de turismo e viagens. A NJSEA declarou esperar que o evento gere um impacto econômico de US$ 80 milhões para a região. O jornal The Record, de Bergen, informou que os US$ 6,24 bilhões recebidos por Nova Jérsei sob o ARP precisavam ser alocados até o final de 2024 e gastos até o final de 2026, e destacou que "ainda havia recursos disponíveis".
Como parte do final de semana do SummerSlam, a WWE havia programado um evento de comédia chamado WWE Late Night, que seria apresentado pelo comediante Tony Hinchcliffe no Bergen Performing Arts Center, em Englewood, Nova Jérsei, após o encerramento do sábado do SummerSlam. No entanto, em 25 de julho, os compradores de ingressos foram notificados de que o evento foi cancelado e os reembolsos foram emitidos.

### Meios de transmissão
Além de ser transmitido mundialmente via pay-per-view tradicional, o SummerSlam esteve disponível para streaming ao vivo no Peacock nos Estados Unidos, na Netflix na maioria dos mercados internacionais e na WWE Network nos países que ainda não migraram para a Netflix devido a contratos preexistentes. Este foi o primeiro evento do SummerSlam a ser transmitido ao vivo na Netflix, após a fusão da WWE Network com a plataforma em janeiro de 2025 em certas regiões. Os poucos territórios que ainda possuem a WWE Network como serviço independente eventualmente serão incorporados à Netflix assim que os contratos vigentes expirarem. A WWE também fez uma parceria com a Fandango para transmitir seus eventos pay-per-view e de transmissão ao vivo em cinemas selecionados da rede Regal nos Estados Unidos, começando com o SummerSlam de 2025.

### Histórias
O evento incluiu lutas que resultaram de histórias roteirizadas, onde lutadores retrataram heróis, vilões ou personagens menos distinguíveis em eventos roteirizados que criaram tensão e culminaram em uma luta ou uma série de lutas. Os resultados foram predeterminados pelos escritores da WWE nas marcas Raw e SmackDown, enquanto as histórias foram produzidas nos programas de televisão semanais da WWE, Monday Night Raw e Friday Night SmackDown.

#### Lutas do evento principal
No Night of Champions, as finais do King e Queen of the Ring aconteceram, com os vencedores ganhando uma luta pelo título mundial de suas respectivas marcas no SummerSlam. A final do King of the Ring foi vencida por Cody Rhodes do SmackDown, enquanto no evento principal do Night of Champions, John Cena manteve o Campeonato Indiscutível da WWE do SmackDown. Isso confirmou que Rhodes desafiaria Cena pelo título no SummerSlam, preparando o cenário para uma revanche do evento principal da Noite 2 da WrestleMania 41, onde Cena derrotou Rhodes para conquistar o título após a interferência de Travis Scott. Durante a assinatura do contrato no episódio de 18 de julho do SmackDown, Cena tentou escapar da assinatura para não enfrentar Rhodes no SummerSlam, mas após uma briga, Rhodes forçou Cena a assinar o contrato e revelou a pequena letra: a luta seria uma Street Fight.
No episódio de 14 de julho do Raw, foi realizado uma luta gauntlet, com o vencedor enfrentando Gunther pelo Campeonato Mundial dos Pesos Pesados no SummerSlam. O combate foi vencido por Punk.

#### Lutas do card preliminar
A final do Queen of the Ring no Night of Champions foi vencida por Jade Cargill, do SmackDown. Posteriormente, no Evolution no mês seguinte, Tiffany Stratton manteve o Campeonato Feminino da WWE do SmackDown, confirmando assim que Cargill desafiaria Stratton pelo título no SummerSlam.

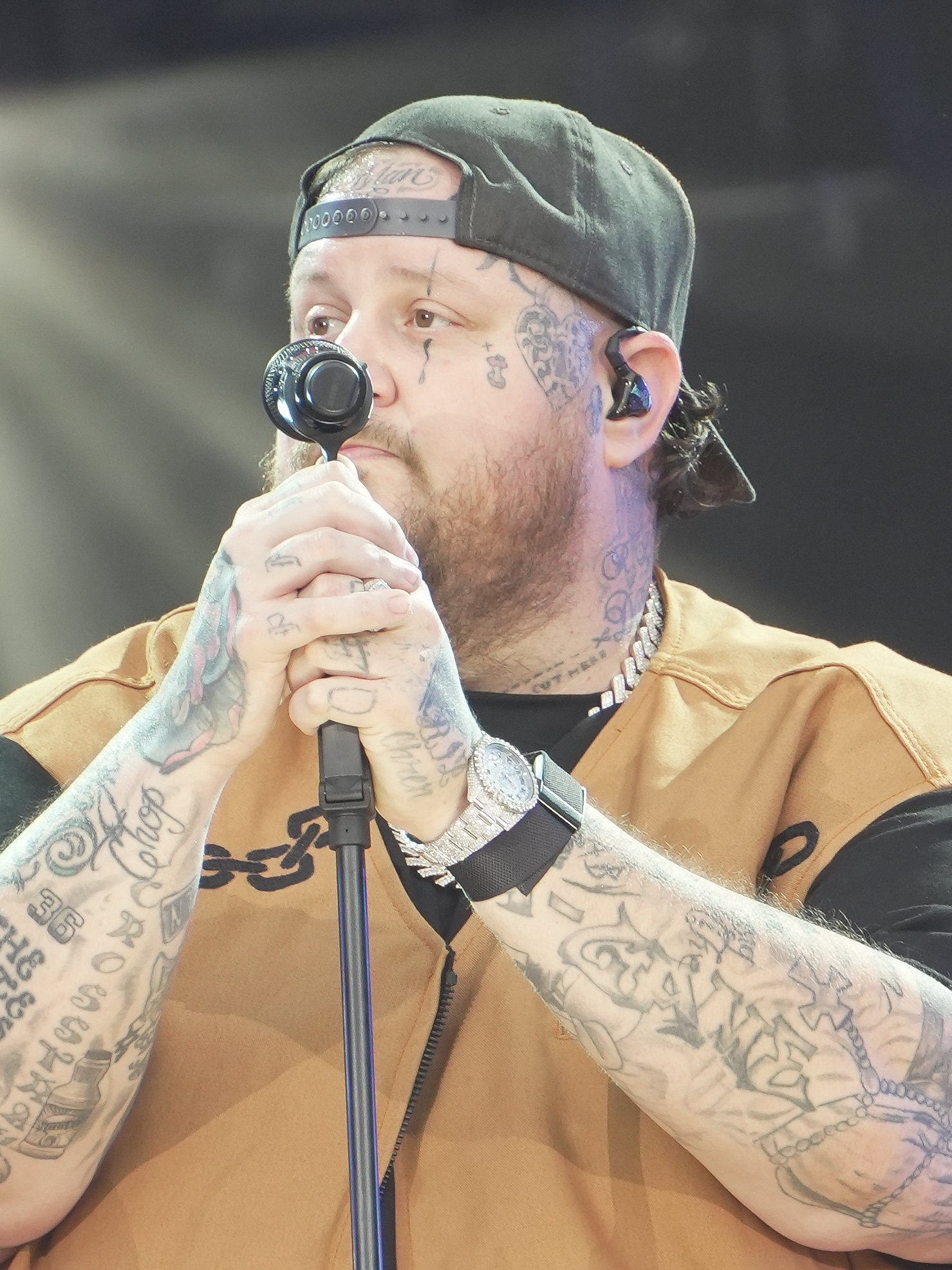
O cantor americano Jelly Roll fez sua estreia oficial nos ringues de luta livre profissional ao se unir a Randy Orton para enfrentar Drew McIntyre e Logan Paul em uma luta de duplas.

No episódio de 4 de julho do SmackDown, Drew McIntyre fez seu retorno em sua primeira aparição desde o Saturday Night's Main Event XXXIX, interrompendo Randy Orton e zombando dele por não ter dado um "punt" (um golpe onde Orton chuta a cabeça do oponente) na cabeça de Cody Rhodes na final do torneio King of the Ring no Night of Champions, dizendo que a lenda de Orton estava morta. No entanto, Orton reagiu com um RKO em McIntyre. No episódio seguinte, enquanto o cantor country Jelly Roll se apresentava com sua música "Liar", ele foi interrompido por Logan Paul, que afirmou que ninguém queria ver um "outsider" na WWE. Orton interrompeu, exigindo que Paul mostrasse respeito a Roll. McIntyre apareceu e desferiu um Claymore Kick em Orton. Paul então atacou Orton, mas Roll interveio. Paul, por sua vez, destruiu o palco da apresentação de Roll. Na noite seguinte, no Saturday Night's Main Event XL, Orton, acompanhado por Roll, derrotou McIntyre, que estava com Paul. Após a luta, Paul atacou Orton, mas Roll apareceu para ajudar, apenas para ser atacado por McIntyre com outro Claymore Kick. Mais tarde, Roll declarou que queria enfrentar tanto McIntyre quanto Paul em uma luta, com Orton sugerindo que o combate acontecesse no SummerSlam. Foi então confirmado que Roll e Orton enfrentariam McIntyre e Paul em uma luta de duplas no evento.
No Evolution, Naomi do SmackDown usou seu contrato do Money in the Bank durante uma luta individual entre a campeã Iyo Sky e Rhea Ripley, transformando-a em uma luta triple threat e conquistando o Campeonato Mundial Feminino do Raw; Naomi foi então transferida para o plantel do Raw. Durante a comemoração de Naomi no Raw na noite seguinte, tanto Sky quanto Ripley interromperam, querendo uma nova chance pelo título. O gerente geral do Raw, Adam Pearce, anunciou que Naomi defenderia o título contra Ripley e Sky em uma luta triple threat no SummerSlam.
No Evolution, Becky Lynch derrotou Bayley e Lyra Valkyria para reter o Campeonato Intercontinental Feminino da WWE em uma luta triple threat. Na noite seguinte no Raw, foi marcada uma luta de duas quedas entre Bayley e Valkyria, com a vencedora garantindo uma revanche contra Lynch pelo título no SummerSlam. Valkyria venceu o combate. No episódio seguinte, Lynch propôs que a luta fosse uma Last Chance, onde Valkyria nunca mais poderia lutar pelo título enquanto Lynch fosse campeã, a mesma estipulação do Money in the Bank, onde Lynch havia derrotado Valkyria para conquistar o título. Valkyria aceitou, mas acrescentou que a luta deveria ser sem desqualificações e sem contagens de 10, para garantir um vencedor, o que Lynch aceitou.
Após falhar em conquistar o Campeonato Feminino da WWE no WrestleMania 41, Charlotte Flair foi abordada pela ex-rival Alexa Bliss, que sugeriu que as duas formassem uma dupla, com Flair recusando várias vezes antes de finalmente aceitar. No Evolution, Bliss e Flair participaram de uma luta fatal four-way de duplas pelo Campeonato de Duplas Femininas da WWE, onde as campeãs, Raquel Rodriguez e Roxanne Perez, do The Judgment Day, retiveram os títulos, embora nem Bliss nem Flair tenham sido derrotadas por pinfall. No episódio seguinte do SmackDown, Flair anunciou que, após conversar com o gerente geral do Raw, Adam Pearce, que estava substituindo o gerente geral do SmackDown, Nick Aldis, naquela noite, ela e Bliss enfrentariam Rodriguez e Perez pelo título no SummerSlam.
No Night of Champions, Solo Sikoa derrotou Jacob Fatu para conquistar o Campeonato dos Estados Unidos da WWE após interferência de JC Mateo, o retorno de Tonga Loa e a estreia de Talla Tonga. No episódio de 4 de julho do SmackDown, Fatu derrotou Mateo e Sikoa em uma luta de duplas, com Fatu fazendo o pin em Sikoa. Duas semanas depois, Fatu foi levado pela polícia após um suposto envolvimento em um acidente de carro com o grupo de Sikoa (kayfabe), mas mais tarde naquela noite, Fatu retornou. Após uma altercação entre Fatu e o grupo de Sikoa, o gerente geral do Raw, Adam Pearce, que estava substituindo o gerente geral do SmackDown, Nick Aldis, naquela noite, anunciou que Sikoa defenderia o título contra Fatu em uma luta em uma jaula de aço no SummerSlam. Sikoa, por sua vez, foi levado pela polícia após supostamente forjar o acidente de carro.
No Night of Champions, Dominik Mysterio deveria defender o Campeonato Intercontinental da WWE contra AJ Styles, mas devido a uma lesão sofrida por Mysterio, a luta foi adiada. Nas semanas seguintes, Mysterio continuou a evitar lutar contra Styles, alegando que não estava liberado para competir. No entanto, no episódio de 14 de julho do Raw, o gerente geral do Raw, Adam Pearce, anunciou que no episódio seguinte, Mysterio seria reavaliado pela equipe médica, e, caso fosse liberado para lutar, defenderia o campeonato contra Styles no SummerSlam. Lá, após Mysterio continuar a evitar a reavaliação, Pearce declarou que, se Mysterio não fosse reavaliado, ele seria despojado do Campeonato Intercontinental. Mais tarde, Mysterio atacou Styles, antes de anunciar que estava liberado para competir, confirmando que defenderia o campeonato contra Styles no SummerSlam.
No evento principal da Noite 1 da WrestleMania 41, o conselheiro especial de Roman Reigns, Paul Heyman, acompanhou seu ex-cliente CM Punk até o ringue como um favor por Punk ter feito dupla com Reigns no Survivor Series: WarGames em novembro de 2024 — o que desagradou Reigns. No entanto, Heyman traiu tanto Reigns quanto Punk, aliando-se a Seth Rollins e ajudando Rollins a vencer a luta. No episódio seguinte do Raw, Bron Breakker foi adicionado à aliança de Rollins e atacou Reigns, que em seguida entrou em um hiato de alguns meses. Durante esse período, Bronson Reed também passou a integrar a aliança de Rollins. Porém, Rollins sofreu uma lesão no joelho durante o Saturday Night’s Main Event XL em 12 de julho. No episódio de 14 de julho do Raw, Breakker e Reed atacaram Punk e Jey Uso — primo de Reigns — após uma luta gauntlet. No entanto, Reigns retornou de seu hiato e atacou Reed e Breakker. Na semana seguinte, Reigns confrontou Heyman por sua traição, mas acabou sendo atacado por Breakker e Reed. Jey Uso então apareceu e ajudou Reigns. Em uma mensagem em vídeo publicada no X (antigo Twitter) em 22 de julho, Reigns propôs uma luta de duplas entre ele e Uso contra Breakker e Reed no SummerSlam. Uso aceitou, e a luta foi oficializada.
Desde o início de 2025, Karrion Kross vinha fazendo jogos mentais com Sami Zayn. Isso culminou no Night of Champions, onde Zayn derrotou Kross. No episódio seguinte do Raw, Kross atacou Zayn com um cano de ferro, o que custou a Zayn uma luta de duplas naquela mesma noite. Na semana seguinte, Kross voltou a mirar em Zayn e tentou novamente atacá-lo com o cano, mas foi impedido pelo gerente geral do Raw, Adam Pearce, e por alguns membros da equipe da WWE. Isso, por sua vez, fez com que Zayn perdesse outra luta. Kross então derrotou Zayn no episódio de 21 de julho, após atingi-lo novamente com o cano. No dia 25 de julho, durante um evento de revelação do card do SummerSlam, foi anunciado que eles teriam uma revanche no SummerSlam. No último Raw antes do SummerSlam, ambos concordaram que, se Kross vencesse, Zayn teria que admitir que Kross estava certo sobre Zayn, mas se Zayn vencesse, Kross teria que admitir que estava errado sobre Zayn.
No episódio de 23 de maio do SmackDown, The Wyatt Sicks (Uncle Howdy, Dexter Lumis, Erick Rowan, Joe Gacy e Nikki Cross) fizeram um retorno surpresa após estarem em hiato desde dezembro de 2024, atacando tanto o Fraxiom (Axiom e Nathan Frazer) quanto os campeões de duplas da WWE, The Street Profits (Angelo Dawkins e Montez Ford), durante a defesa do título, encerrando a luta sem resultado. Na semana seguinte, os Wyatt Sicks continuaram a mirar na divisão de duplas, atacando novamente o Fraxiom e os Street Profits, além dos Motor City Machine Guns (Alex Shelley e Chris Sabin) e da dupla #DIY (Johnny Gargano e Tommaso Ciampa). Lumis e Gacy então derrotaram os Motor City Machine Guns no episódio de 13 de junho, e avançaram para uma luta pelo título duas semanas depois, que terminou sem vencedor após interferência das equipes já mencionadas e também dos Los Garzas (Angel e Berto). No episódio de 4 de julho, os Wyatt Sicks derrotaram Ford, Gargano, Sabin e Berto em uma luta de quartetos, garantindo uma nova oportunidade pelo título na semana seguinte. Nessa luta, Lumis e Gacy derrotaram os Street Profits e conquistaram os cinturões, para a frustração das demais equipes, que queriam impedir que os Wyatt Sicks se tornassem campeões. Na semana seguinte, a recém-formada dupla de Andrade e Rey Fénix derrotou #DIY, Motor City Machine Guns e Fraxiom, tornando-se os desafiantes número um. No entanto, a luta pelo título, realizada na semana seguinte, terminou sem resultado após Nikki Cross puxar o árbitro para fora do ringue durante um pin. Após uma grande briga envolvendo os Wyatt Sicks, Andrade e Fénix, #DIY, Fraxiom, Motor City Machine Guns e os Street Profits, o gerente geral do SmackDown, Nick Aldis, anunciou que os Wyatt Sicks defenderiam o Campeonato de Duplas da WWE contra as outras cinco equipes em uma luta Six-Pack Tables, Ladders, and Chairs no SummerSlam.

## Evento

### Noite 1
| Papel:                    | Nome:             |
| ------------------------- | ----------------- |
| Anfitriã                  | Cardi B           |
| Comentaristas em inglês   | Michael Cole      |
| Comentaristas em inglês   | Wade Barrett      |
| Comentaristas em espanhol | Marcelo Rodríguez |
| Comentaristas em espanhol | Jerry Soto        |
| Anunciadora de ringue     | Alicia Taylor     |
| Árbitros                  | Shawn Bennett     |
| Árbitros                  | Jessika Carr      |
| Árbitros                  | Daphanie LaShaunn |
| Árbitros                  | Chad Patton       |
| Árbitros                  | Ryan Tran         |
| Árbitros                  | Rod Zapata        |
| Entrevistadores           | Cathy Kelley      |
| Entrevistadores           | Byron Saxton      |
| Painel do pré-show        | Jackie Redmond    |
| Painel do pré-show        | Joe Tessitore     |
| Painel do pré-show        | Big E             |
| Painel do pré-show        | Peter Rosenberg   |

#### Lutas preliminares
O SummerSlam de sábado começou com a anfitriã Cardi B dando as boas-vindas e animando os fãs para o evento.

Naomi, Rhea Ripley e Iyo Sky momentos antes da luta triple threat.

A luta de abertura da Noite 1 viu Roman Reigns e Jey Uso enfrentando Bron Breakker e Bronson Reed (acompanhados por Paul Heyman). Breakker e Reed dominaram a primeira parte da luta. A maré virou quando Uso fez o tag com Reigns, que passou a atacar Breakker. Mais tarde, Uso entrou no combate e executou um superkick em Reed, que então executou um Death Valley Driver em Uso, quase conseguindo a vitória. Reigns executou um Spear em Breakker através da área do cronometrista. Enquanto Reed tentava um Tsunami, Reigns executou um Superman Punch em Reed. Reigns e Uso executaram o 1D em Reed, mas Breakker quebrou o pin. No final, enquanto Breakker tentava um Spear em Uso, Reigns empurrou Uso para fora do caminho e levou o Spear no lugar dele. Uso então executou um Spear e um Uso Splash em Reed, conseguindo a vitória com o pinfall.
Na segunda luta, Raquel Rodriguez e Roxanne Perez defenderam o Campeonato de Duplas Femininas da WWE contra Alexa Bliss e Charlotte Flair. Durante a luta, enquanto Flair aplicava o Figure Eight Leglock em Rodriguez, Bliss tentou atacar Rodriguez, mas ela se esquivou, fazendo com que Bliss atingisse Flair acidentalmente. Rodriguez aplicou um Tejana Bomb em Flair, seguido por um Pop Rox de Perez, mas Bliss interrompeu a contagem com um running Blockbuster. No final, Flair aplicou um big boot em Rodriguez e Bliss fez o pinfall em Rodriguez após um Sister Abigail DDT, conquistando o título.
Depois disso, Sami Zayn enfrentou Karrion Kross (acompanhado por Scarlett). Durante a luta, Zayn aplicou um Blue Thunder Bomb em Kross. Scarlett colocou um cano aos pés de Zayn, e quando Zayn pegou o cano e estava pronto para atingir Kross com ele, ele se recusou. Kross então deu um roll-up em Zayn, quase conseguindo a vitória. Zayn então aplicou um Exploder Suplex e um Helluva Kick em Kross, fazendo o pinfall para vencer a luta. Essa foi a última aparição de Kross e Scarlett na WWE antes de seus contratos expirarem em 11 de agosto.
No quarto combate, Tiffany Stratton defendeu o Campeonato Feminino da WWE contra Jade Cargill. Durante a luta, Cargill aplicou um Jaded em Stratton, que colocou o pé na corda do meio para quebrar a contagem. No final, quando Cargill tentou aplicar o Jaded da corda do meio, Stratton derrubou Cargill no chão e fez o pinfall após executar o Prettiest Moonsault Ever, retendo o título.
No penúltimo combate, Jelly Roll e Randy Orton enfrentaram Drew McIntyre e Logan Paul. Durante a luta, Paul executou um Frog Splash em Roll, que estava sobre a mesa de comentaristas. Paul e McIntyre dominaram Orton, que reagiu e fez o tag com Roll. No final, Orton aplicou um RKO em McIntyre antes de ser lançado contra o poste do ringue por Paul, que fez o pinfall em Roll após outro Frog Splash, conquistando a vitória.

#### Evento principal
No evento principal, Gunther defendeu o Campeonato Mundial dos Pesos Pesados contra CM Punk. Após Punk usar alguns dos ataques de Gunther contra ele, Gunther reverteu uma tentativa de high knee com um powerbomb, quase conseguindo a vitória. Punk tentou um top-rope elbow drop, mas Gunther o golpeou com um chop e executou um splash do topo, novamente quase vencendo. Punk tentou um GTS, mas Gunther reverteu e aplicou um powerbomb, um dropkick e outro powerbomb em Punk, quase conquistando a vitória. Enquanto Gunther interagia com o público, Punk o derrubou da mesa de comentaristas, fazendo Gunther sangrar. Punk tentou um GTS, mas Gunther reverteu com um sleeper hold. Punk escapou da submissão e aplicou o GTS duas vezes em Gunther para conquistar o título.
Após a luta, o detentor do contrato do Money in the Bank, Seth Rollins, e Paul Heyman chegaram, com Rollins usando muletas. Quando Rollins estava voltando para o palco, ele tirou as muletas e correu até o ringue. Punk tentou um GTS, mas Rollins reverteu e atacou Punk com a maleta. Rollins então fez o cash-in de seu contrato do Money in the Bank e fez o pinfall em Punk após um stomp para conquistar o título. Rollins então celebrou com Heyman, Bron Breakker e Bronson Reed. Após a luta, os comentaristas chamaram isso de "a artimanha do século".

### Noite 2
| Papel:                    | Nome:             |
| ------------------------- | ----------------- |
| Anfitriã                  | Cardi B           |
| Comentaristas em inglês   | Michael Cole      |
| Comentaristas em inglês   | Wade Barrett      |
| Comentaristas em espanhol | Marcelo Rodríguez |
| Comentaristas em espanhol | Jerry Soto        |
| Anunciadora de ringue     | Alicia Taylor     |
| Árbitros                  | Danilo Anfibio    |
| Árbitros                  | Jessika Carr      |
| Árbitros                  | Dan Engler        |
| Árbitros                  | Daphanie LaShaunn |
| Árbitros                  | Eddie Orengo      |
| Árbitros                  | Ryan Tran         |
| Entrevistadores           | Cathy Kelley      |
| Entrevistadores           | Byron Saxton      |
| Painel do pré-show        | Jackie Redmond    |
| Painel do pré-show        | Joe Tessitore     |
| Painel do pré-show        | Big E             |
| Painel do pré-show        | Peter Rosenberg   |

#### Lutas preliminares
A dupla de música country Tigirlily Gold abriu a noite cantando "God Bless America". Triple H então chegou, animando o público para o evento.
A luta de abertura da Noite 2 teve Naomi defendendo o Campeonato Mundial Feminino contra Rhea Ripley e Iyo Sky em uma luta triple threat. Após Naomi deixar Ripley e Sky lutarem entre si, ela atacou as duas com um top-rope crossbody. Mais tarde, Sky aplicou um 619 em Naomi, seguido de um German Suplex de Ripley. Quando Ripley tinha Sky nos ombros, Sky contra-atacou com um poisonrana, que Naomi interrompeu. Ripley aplicou um Razor's Edge e um powerbomb em Sky, mas Naomi puxou Ripley para fora do ringue. Sky então aplicou um moonsault em Naomi e Ripley. Quando Ripley tentou um Avalanche Riptide, Naomi a jogou no chão e aplicou um split-legged moonsault em Ripley. Sky então aplicou um moonsault em Ripley, e Naomi aplicou um full nelson bomb em Sky, quase conseguindo a vitória. Ripley aplicou o Riptide em Naomi, mas Sky interrompeu a contagem. No final, enquanto Ripley aplicava um Avalanche Riptide em Sky, Naomi aplicou um roll-up em Ripley e manteve o título.
A segunda luta teve The Wyatt Sicks (Dexter Lumis e Joe Gacy) defendendo o Campeonato de Duplas da WWE do SmackDown contra The Street Profits (Angelo Dawkins e Montez Ford), #DIY (Johnny Gargano e Tommaso Ciampa), The Motor City Machine Guns (Alex Shelley e Chris Sabin), Fraxiom (Nathan Frazer e Axiom) e Andrade & Rey Fénix em uma luta TLC. Ao longo da luta, houve diversos impactos em mesas e escadas, além da participação de Candice LeRae, B-Fab, Nikki Cross, Erick Rowan e Uncle Howdy. No final, quando Fénix estava no topo da escada, Lumis o atingiu com uma cadeira, e ele e Gacy executaram uma combinação de suplex e powerbomb em Fénix. Em seguida, Gacy subiu a escada e desenganchou os cinturões, mantendo o título.
Em seguida, Becky Lynch defendeu o Campeonato Intercontinental Feminino contra Lyra Valkyria em uma luta sem desqualificação e sem contagem. Durante a luta, Lynch amarrou as mãos de Valkyria com um ziptie. Valkyria foi para debaixo do ringue para se libertar. Quando Lynch tentou aplicar um Manhandle Slam em Valkyria a partir dos degraus, Valkyria contra-atacou com o Nightwing. Dentro do ringue, Lynch aplicou um Manhandle Slam em Valkyria através de duas cadeiras, mas conseguiu apenas uma contagem de dois. Quando Lynch tentou atacar Valkyria com uma barra de ferro, Bayley a impediu, tomando a arma. Enquanto Bayley e Lynch brigavam, Valkyria aplicou um diving leg drop em Lynch através de uma mesa. No final, Bayley tentou acertar Lynch com uma corrente, mas acabou atingindo Valkyria por engano. Lynch então finalizou Valkyria com um Manhandle Slam e a derrotou por pinfall, mantendo o título e proibindo Valkyria de desafiá-la novamente enquanto ela for campeã.
Na quarta luta, Solo Sikoa defendeu o Campeonato dos Estados Unidos do SmackDown contra Jacob Fatu em uma luta em uma jaula de aço. Fatu aplicou um double-jump top rope moonsault em Sikoa duas vezes, quase conseguindo a vitória. Em seguida, Tonga Loa, JC Mateo e Talla Tonga apareceram para cercar a jaula. Jimmy Uso apareceu e aplicou superkicks em Loa e Mateo, mas Talla o jogou por cima da mesa dos comentaristas. Sikoa então aplicou um Samoan Spike em Fatu, mas também apenas para uma contagem de dois. No final, Talla algemou Fatu à jaula, mas ele conseguiu se libertar. Quando Fatu tentou impedir a fuga de Sikoa, Talla chutou a porta da jaula contra a cabeça de Fatu, permitindo que Sikoa escapasse e mantivesse o título.
Na penúltima luta, Dominik Mysterio defendeu o Campeonato Intercontinental do Raw contra AJ Styles. Styles tentou um Frog Splash, mas Mysterio levantou os joelhos. Styles aplicou um Calf Crusher em Mysterio, que conseguiu se agarrar às cordas para quebrar a submissão. Quando Mysterio atirou uma cadeira para Styles antes de cair, o árbitro quase encerrou a luta, mas tanto Styles quanto Mysterio se levantaram. No final, enquanto Styles aplicava novamente o Calf Crusher, Mysterio conseguiu escapar quando sua bota se soltou. Mysterio então acertou Styles com a bota e o finalizou com um Frog Splash, mantendo o título.
Antes do evento principal, Stephanie McMahon chegou para anunciar o público da Noite 2: 60.561 pessoas.

#### Evento principal
No evento principal, John Cena defendeu o Campeonato Indiscutível da WWE contra Cody Rhodes em uma Street Fight. Cena pegou uma muleta de Tyrese Haliburton e atingiu Rhodes com ela. Cena tentou um Attitude Adjustment, mas Rhodes contra-atacou e jogou Cena nas escadas. Cena e Rhodes então se atacaram com cadeiras. Cena tentou outro Attitude Adjustment, mas Rhodes contra-atacou novamente e executou um Cody Cutter em Cena, quase conseguindo a vitória. Cena aplicou um Attitude Adjustment em Rhodes, que respondeu com um moonsault e um Disaster Kick, mas ambos os ataques resultaram em contagens de dois. Rhodes executou outro Cody Cutter, Cena executou um electric chair drop em Rhodes, e Rhodes aplicou um piledriver, todos com resultados de contagem de dois. Cena então aplicou outro Attitude Adjustment em Rhodes. Cena aplicou o STF em Rhodes, que rastejou para fora do ringue para escapar. Cena acertou Rhodes na cabeça com um microfone e executou um Code Red no chão. Cena fez um Attitude Adjustment em Rhodes através da mesa de comentaristas, mas Rhodes ainda conseguiu resistir. Rhodes executou um Cross Rhodes em Cena, mas não conseguiu a vitória. Cena fez um diving leg drop e outro Attitude Adjustment em Rhodes, ambos resultando em contagens de dois. Cena pegou uma mesa debaixo do ringue, mas Rhodes executou um DDT em Cena.

John Cena levanta o braço de Cody Rhodes após a luta, enquanto Rhodes ergue o título.

Cena e Rhodes então lutaram pela multidão e por baixo do palco. Cena apareceu do palco carregando Rhodes nos ombros até o ringue. Rhodes jogou Cena através da mesa e executou o Cross Rhodes para uma contagem de dois. Rhodes acertou Cena na cabeça com uma cadeira de aço e com uma almofada do turnbuckle exposto. Cena aplicou o STF em Rhodes, dessa vez envolvendo a corda ao redor do pescoço de Rhodes, mas Rhodes envolveu a corda ao redor da cabeça de Cena. Cena conseguiu escapar e tentou aplicar um Attitude Adjustment, mas Rhodes contra-atacou e fez o Cross Rhodes três vezes, quase conseguindo a vitória. Rhodes tentou acertar Cena com o cinturão, mas Cena se abaixou e executou o Attitude Adjustment duas vezes antes de jogar o cinturão para o lado e realizar um Avalanche Attitude Adjustment em Rhodes para uma contagem de dois. No final, quando Cena tentou um Avalanche Attitude Adjustment em Rhodes através de uma mesa, Rhodes contra-atacou e executou um Cody Cutter através da mesa. Rhodes então fez o pinfall em Cena após um Cross Rhodes para conquistar o título.
Após a luta, Cena pegou o título e entregou para Rhodes, e os dois se abraçaram, fazendo com que Cena se tornasse definitivamente um face. Rhodes saiu do ringue para deixar Cena agradecer aos fãs. Foi então que Brock Lesnar fez seu retorno, pela primeira vez desde o SummerSlam de 2023. Cena tentou um clothesline em Lesnar, mas ele se abaixou e contra-atacou com um F-5.

## Recepção
O evento recebeu, em sua maioria, críticas positivas, com os principais combates de ambas as noites sendo amplamente aclamados. Shakiel Mahjouri, do CBS Sports, deu uma nota A para o evento principal da Noite 1, comentando que "os lutadores talentosos evocaram uma luta à moda antiga, repleta de psicologia, wrestling técnico e golpes contundentes". Ele chamou de "o melhor combate de longe em um card em sua maioria morno" e disse que "Punk e Gunther executaram um desenvolvimento lento com um grande final". Falando sobre o cash-in do Money in the Bank de Seth Rollins, ele afirmou que estava "dividido" sobre a execução, mas disse que "Rollins fez um trabalho fantástico fingindo sua lesão" e que o cash-in "não foi uma surpresa de maneira alguma, mas uma conclusão dramática para a Noite 1 do SummerSlam e um compromisso importante com o push de Rollins". John Canton, do TJR Wrestling, deu uma avaliação de quatro estrelas de cinco e escreveu em sua crítica "Eu gostei bastante do combate. Não diria que foi uma Luta do Ano ou algo assim, mas um evento principal de quatro estrelas é bom de se ver", e que "do ponto de vista da narrativa, achei que fizeram um trabalho excelente". Ele chamou o cash-in de "algo que muitos de nós esperávamos" e que "eles fizeram perfeitamente, e funcionou". No geral, ele deu à Noite 1 do evento uma nota de 7,5 de 10.
Analisando o evento principal da Noite 2, Erik Beaston, do Bleacher Report, deu uma nota A+, analisando-o como "uma luta inesquecível; uma candidata a Luta do Ano que se destaca como uma das melhores na longa trajetória de excelência de ambos os lutadores". Beaston chamou de "a melhor performance de Cena desde sua série de lutas contra AJ Styles em 2016-17 e foi no mesmo nível dos recentes clássicos de Rhodes contra Reigns e Styles". Wade Keller, do Pro Wrestling Torch, chamou de "muito acima das expectativas" e "uma performance forte de Cena e Cody". Jason Powell, do Pro Wrestling Dot Net, escreveu "[Cena] trabalhou duro e fez uma grande luta contra Cody" e "foi muito melhor do que eu esperava". Brent Brookhouse, do CBS Sports, deu a nota B, dizendo que "foi uma boa luta para Cena e foi muito, muito melhor do que o desastre da luta deles na WrestleMania". Canton deu ao combate cinco estrelas de cinco, afirmando que "foi uma luta excelente, que foi facilmente o melhor combate individual de Cena deste ano". Ele disse que "essa foi uma luta clássica de Cena em um evento principal de PLE e, para o crédito de John, ele fez uma performance épica", e que "a vitória de Cody foi a escolha certa, porque foi ótimo ver Cena como um campeão mundial da WWE por 17 vezes, mas eu senti que ele deveria perder o título antes de se aposentar, e colocar o título de volta em Cody faz muito sentido". No geral, Canton deu à Noite 2 do evento uma nota de 8,5 de 10.
Escrevendo para o Wrestling Observer Newsletter sobre a Noite 1, o jornalista especializado em luta livre profissional Dave Meltzer atribuiu as seguintes notas: Roman Reigns e Jey Uso vs. Bron Breakker e Bronson Reed recebeu 4 estrelas; a luta pelo Campeonato de Duplas Femininas da WWE recebeu 3 estrelas; Sami Zayn vs. Karrion Kross recebeu 1,5 estrela (a nota mais baixa entre as duas noites); a luta pelo Campeonato Feminino da WWE recebeu 2 estrelas; Randy Orton e Jelly Roll vs. Drew McIntyre e Logan Paul recebeu 3,75 estrelas; e a luta pelo Campeonato Mundial dos Pesos Pesados entre Gunther e CM Punk foi avaliada com 4,5 estrelas.
Já na Noite 2, Meltzer deu 4 estrelas para a luta triple threat pelo Campeonato Mundial Feminino; 4,75 estrelas para a luta Six-Pack TLC pelo Campeonato de Duplas da WWE; 3,75 estrelas para a luta pelo Campeonato Intercontinental Feminino; 2 estrelas para a luta em uma jaula de aço pelo Campeonato dos Estados Unidos; 2,75 estrelas para a luta pelo Campeonato Intercontinental; e, por fim, 5 estrelas para o evento principal — a Street Fight pelo Campeonato Indiscutível da WWE entre John Cena e Cody Rhodes — a nota mais alta do evento e que marcou a primeira luta de cinco estrelas de Cena desde seu combate contra CM Punk no Money in the Bank de 2011.

### Controvérsia no retorno de Brock Lesnar
O retorno de Brock Lesnar gerou controvérsia, já que ele estava afastado da WWE desde o SummerSlam de 2023, após ter sido citado no escândalo de tráfico sexual envolvendo Vince McMahon. O jornalista especializado Dave Meltzer revelou que Lesnar havia sido liberado para retornar semanas antes do evento e que seu retorno foi o motivo pelo qual uma coletiva de imprensa pós-show não foi realizada. O diretor de conteúdo Paul "Triple H" Levesque afirmou que uma rivalidade com Lesnar foi um "desejo" de John Cena, embora essa declaração tenha sido contestada por Meltzer e pelo jornalista Bryan Alvarez.
Após o evento, um representante de Janel Grant — a principal envolvida no escândalo de tráfico sexual — divulgou um comunicado afirmando:
| “ | "Por tempo demais, abusos foram permitidos sob a liderança da WWE. Em vez de corrigir esse erro, a WWE não fez nada para garantir que os responsáveis sejam responsabilizados. Essa tentativa de encobrir má conduta vai sair pela culatra. Esperamos que todos os fatos, incluindo aqueles relacionados ao Sr. Lesnar, venham à tona em um tribunal, que é onde devem ser tratados. Enquanto isso, encaminhamos vocês à queixa atualizada de Janel Grant, que descreve em detalhes os abusos que ela sofreu por parte de McMahon e outros enquanto trabalhava na WWE". | ” |

 Ela também compartilhou trechos revisados do processo movido por Grant, nos quais Brock Lesnar é citado nominalmente, e onde se alega que Vince McMahon teria providenciado o envio de conteúdo explícito de Grant a Lesnar como incentivo para que ele renovasse seu contrato com a WWE em 2021.

## Após o evento
Em 6 de agosto de 2025, a WWE anunciou que o serviço de streaming direto ao consumidor da ESPN assumiria os direitos de transmissão dos eventos da WWE nos Estados Unidos a partir de abril de 2026. Dessa forma, este foi o último SummerSlam a ser transmitido ao vivo no Peacock.

### Raw
O novo campeão mundial dos pesos pesados, Seth Rollins (acompanhado por Bron Breakker, Bronson Reed e Paul Heyman, agora conhecidos como The Vision), abriu o episódio seguinte do Raw para falar sobre seu cash-in do Money in the Bank. LA Knight interrompeu, citando sua vitória sobre Rollins no Saturday Night's Main Event XL depois que Rollins se lesionou. Uma luta entre Rollins e Knight pelo título foi marcada para o evento principal, com Breakker e Reed proibidos de estarem à beira do ringue, e Rollins venceu por desqualificação após CM Punk interferir e atacar Rollins. Depois disso, Breakker e Reed atacaram Knight e Punk até Roman Reigns aparecer para ajudar. No entanto, Rollins saiu por cima ao derrubar Reigns com um stomp, seguido por um spear de Breakker e uma sequência de três Tsunamis de Reed. Na semana seguinte, Punk e Knight derrotaram Breakker e Reed por desqualificação depois que Rollins atacou Punk. Jey Uso então apareceu para ajudar Knight e Punk, brigando com The Vision. O gerente geral do Raw, Adam Pearce, anunciou então que Rollins defenderia o Campeonato Mundial dos Pesos Pesados contra Punk, Knight e Uso em uma luta fatal four-way no Clash in Paris.
Também no Raw, Alexa Bliss e Charlotte Flair celebraram a conquista do Campeonato de Duplas Femininas da WWE. Raquel Rodriguez e Roxanne Perez interromperam, o que levou à marcação de uma revanche pelo título, onde Bliss e Flair retiveram.
Rhea Ripley desejou boa sorte a Iyo Sky em sua luta contra Naomi pelo Campeonato Mundial Feminino no episódio de 11 de agosto do Raw. No entanto, a luta nunca aconteceu, pois Naomi não foi liberada medicamente para competir.

### SmackDown
John Cena abriu o episódio seguinte do SmackDown, abordando sua derrota no SummerSlam e o subsequente ataque de Brock Lesnar, quando Logan Paul interrompeu. Após uma troca de palavras, uma luta entre Cena e Paul foi marcada para o Clash in Paris. Paul e Drew McIntyre então atacaram Cena até o novo campeão indiscutível da WWE, Cody Rhodes, apareceu para ajudar. Isso levou a uma luta de duplas onde Cena e Rhodes derrotaram Paul e McIntyre por desqualificação após Paul atacar Cena com um golpe baixo. Depois da luta, Cena e Paul brigaram nos bastidores enquanto Rhodes e McIntyre lutavam na beira do ringue. McIntyre acertou Rhodes com o cinturão do título da WWE e ficou encarando-o. McIntyre então executou um Claymore Kick em Rhodes, atravessando a lateral da mesa de comentaristas.

## Resultados
| Nº                                          | Resultados                                                                                       | Estipulações | Tempo |
| ------------------------------------------- | ------------------------------------------------------------------------------------------------ | --- | ----- |
| 1                                           | Roman Reigns e Jey Uso derrotaram Bronson Reed e Bron Breakker (com Paul Heyman)                 | Luta de duplas | 21:10 |
| 2                                           | Charlotte Flair e Alexa Bliss derrotaram The Judgment Day (Raquel Rodriguez e Roxanne Perez) (c) | Luta de duplas pelo Campeonato de Duplas Femininas da WWE | 13:30 |
| 3                                           | Sami Zayn derrotou Karrion Kross (com Scarlett)                                                  | Luta individual Se Kross tivesse vencido, Zayn teria que admitir que Kross estava certo ao dizer que Zayn não era uma boa pessoa. Como Zayn venceu, Kross teve que admitir que estava errado sobre Zayn. | 8:10  |
| 4                                           | Tiffany Stratton (c) derrotou Jade Cargill                                                       | Luta individual pelo Campeonato Feminino da WWE | 7:05  |
| 5                                           | Drew McIntyre e Logan Paul derrotaram Randy Orton e Jelly Roll                                   | Luta de duplas | 17:10 |
| 6                                           | CM Punk derrotou Gunther (c)                                                                     | Luta individual pelo Campeonato Mundial dos Pesos Pesados | 30:20 |
| 7                                           | Seth Rollins (com Paul Heyman) derrotou CM Punk (c)                                              | Luta individual pelo Campeonato Mundial dos Pesos Pesados Esta foi a luta do cash-in do Money in the Bank de Rollins.                                                                                    | 0:10  |
| (c) – Refere-se aos campeões antes da luta. |                                                                                                  | |       |

| Nº                                          | Resultados | Estipulações | Tempo |
| ------------------------------------------- | --- | --- | ----- |
| 1                                           | Naomi (c) derrotou Rhea Ripley e Iyo Sky | Luta triple threat pelo Campeonato Mundial Feminino | 16:20 |
| 2                                           | The Wyatt Sicks (Dexter Lumis e Joe Gacy) (c) derrotaram Andrade e Rey Fénix, #DIY (Johnny Gargano e Tommaso Ciampa), Fraxiom (Axiom e Nathan Frazer), Motor City Machine Guns (Alex Shelley e Chris Sabin) e The Street Profits (Angelo Dawkins e Montez Ford) | Luta Six-Pack Tables, Ladders, and Chairs pelo Campeonato de Duplas da WWE | 16:00 |
| 3                                           | Becky Lynch (c) derrotou Lyra Valkyria | Luta sem desqualificações, sem contagens Last Chance pelo Campeonato Intercontinental Feminino da WWE Como Lynch venceu, Valkyria não pode mais disputar o título enquanto Lynch for a campeã. | 25:05 |
| 4                                           | Solo Sikoa (c) derrotou Jacob Fatu por escapar da jaula | Luta em uma jaula de aço pelo Campeonato do Estados Unidos da WWE | 12:40 |
| 5                                           | Dominik Mysterio (c) derrotou AJ Styles | Luta individual pelo Campeonato Intercontinental da WWE | 10:45 |
| 6                                           | Cody Rhodes derrotou John Cena (c) | Street Fight pelo Campeonato Indiscutível da WWE | 37:45 |
| (c) – Refere-se aos campeões antes da luta. | | |       |